# Hôtel de Rennel
L’hôtel de Rennel est un édifice situé dans la ville de Nancy, département Meurthe-et-Moselle, région Lorraine (Grand Est).

## Situation
Le bâtiment est situé 29 Grande-Rue à Nancy.

## Histoire
Cet hôtel particulier a été édifié par Charles de Rennel, auditeur à la Chambre des comptes et secrétaire ordinaire du duc de Lorraine Charles III (1545-1608).
Le puits, les toitures et les façades sur cour sont inscrits au titre des monuments historiques par arrêté du 25 février 1946. 